# 소피아 시너스
소피아 시너스(Sofia Shinas, 1973년 1월 17일 ~ )는 캐나다의 배우, 음악가, 싱어송라이터, 가수, 영화배우이다.

## 영화
- 의붓딸 (2015년)
- 가디언 시스템 (1997년)
- 딜레마 (1997년)
- 제3의 눈 (1995년)
- 아워글래스 (1995년)
- 리퍼 맨 (1995년)
- 터미널 스피드 (1994년)
- 크로우 (1994년) - 셸리 역